# 펑카델릭

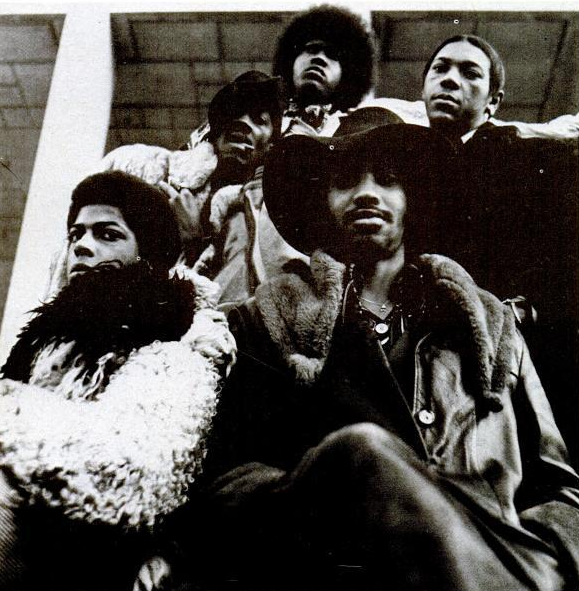
1972년 펑카델릭의 모습

펑카델릭(Funkadelic)은 1968년 미국 뉴저지주 플레인필드에서 결성된 펑크 록 밴드이다. 조지 클린턴의 P-펑크 콜렉티브의 주요한 두 그룹 중 하나로서, 1970년대 펑크 음악 문화의 선구자라는 평을 받아왔다. 펑카델릭은 클린턴의 보컬 그룹인 팔러먼츠(이후 본격적인 밴드인 팔러먼트로 변화)의 배킹 밴드로 결성되었지만 결국에는 팔러먼트보다 더욱 무겁고 사이키델릭 록에 기인한 밴드만의 사운드가 들어간 작품을 만들어냈다. 평론가들의 극찬을 받은 음반으로는 《Maggot Brain》(1971)과 《One Nation Under a Groove》(1978) 등이 있다.

## 디스코그래피
- Funkadelic (1970)
- Free Your Mind... and Your Ass Will Follow (1970)
- Maggot Brain (1971)
- America Eats Its Young (1972)
- Cosmic Slop (1973)
- Standing on the Verge of Getting It On (1974)
- Let's Take It to the Stage (1975)
- Tales of Kidd Funkadelic (1976)
- Hardcore Jollies (1976)
- One Nation Under a Groove (1978)
- Uncle Jam Wants You (1979)
- Connections & Disconnections (1980)
- The Electric Spanking of War Babies (1981)
- By Way of the Drum (2007)
- First Ya Gotta Shake the Gate (2014)